# أليكسي سولوفيوف
أليكسي سولوفيوف هو لاعب كرة قدم روسي في مركز الدفاع، ولد في 15 مارس 1996. لعب مع لوكوموتيف موسكو.